# Goiás Esporte Clube
Goías Esporte Clube, oftest omtalt bare som Goías, er en fodboldklub i Brasilien. Klubben hører hjemme i Goiânia. Hjemmebanen hedder Estádio da Dourada og har plads til 50.049 tilskuere. Klubben spiller i den brasilianske Série A.

## Titler
Nationale
- Campeonato Brasileiro Série B: (3) 1999, 2002, 2012

Regionale
- Copa Centro-Oeste: (3) 2000, 2001, 2002

Statsmesterskaber
- Campeonato Goiano: (24) 1966, 1971, 1972, 1975, 1976, 1981, 1983, 1986, 1987, 1989, 1990, 1991, 1994, 1996, 1997, 1998, 1999, 2000, 2002, 2003, 2006, 2009, 2012, 2013

## Historiske slutplaceringer
| Sæson | Niveau | Liga                          | Placering | Kilde  |
| ----- | ------ | ----------------------------- | --------- | ------ |
|       |        |                               |           |        |
| 2025  | 2.     | Campeonato Brasileiro Série B | .         | [ 1 ]  |
|       |        |                               |           |        |
| 2024  | 2.     | Campeonato Brasileiro Série B | 6.        | [ 2 ]  |
|       |        |                               |           |        |
| 2023  | 1.     | Campeonato Brasileiro Série A | 18.       | [ 3 ]  |
|       |        |                               |           |        |
| 2022  | 1.     | Campeonato Brasileiro Série A | 13.       | [ 4 ]  |
|       |        |                               |           |        |
| 2021  | 2.     | Campeonato Brasileiro Série B | 2.        | [ 5 ]  |
|       |        |                               |           |        |
| 2020  | 1.     | Campeonato Brasileiro Série A | 18.       | [ 6 ]  |
|       |        |                               |           |        |
| 2019  | 1.     | Campeonato Brasileiro Série A | 10.       | [ 7 ]  |
|       |        |                               |           |        |
| 2018  | 2.     | Campeonato Brasileiro Série B | 4.        | [ 8 ]  |
|       |        |                               |           |        |
| 2017  | 2.     | Campeonato Brasileiro Série B | 14.       | [ 9 ]  |
|       |        |                               |           |        |
| 2016  | 2.     | Campeonato Brasileiro Série B | 13.       | [ 10 ] |
|       |        |                               |           |        |
| 2015  | 1.     | Campeonato Brasileiro Série A | 19.       | [ 11 ] |
|       |        |                               |           |        |
| 2014  | 1.     | Campeonato Brasileiro Série A | 12.       | [ 12 ] |
|       |        |                               |           |        |
| 2013  | 1.     | Campeonato Brasileiro Série A | 6.        | [ 13 ] |
|       |        |                               |           |        |
| 2012  | 2.     | Campeonato Brasileiro Série B | 1.        | [ 14 ] |
|       |        |                               |           |        |
| 2011  | 2.     | Campeonato Brasileiro Série B | 11.       | [ 15 ] |
|       |        |                               |           |        |